# Liga Nacional de Básquet 1998-99
La temporada 1998-99 de la Liga Nacional de Básquet de la Argentina fue la decimoquinta edición de la máxima competencia argentina de clubes en dicho deporte. Se inició el 15 de septiembre de 1998 con el programado partido inaugural de temporada entre Boca Juniors y Libertad de Sunchales, encuentro disputado en el Estadio Ángel P. Malvicino de la ciudad de Santa Fe, y finalizó el 1 de junio de 1999 con el séptimo partido de la serie final entre Atenas de Córdoba e Independiente de General Pico en el Polideportivo Carlos Cerutti, en donde se consagró campeón como local el equipo cordobés, luego de ganar la serie final 4 a 3. Durante dicha serie final sucedió el partido con menor puntaje en la historia de la Liga Nacional, cuando Atenas venció 52 a 47 en el cuarto juego de la serie.
Respecto a la temporada pasada, el descendido Quilmes de Mar del Plata fue reemplazado por Libertad de Sunchales.
En esta nueva edición los partidos dejaron de durar 48 minutos y se redujeron a 40 minutos, ahora repartidos en cuatro cuartos. Las plantillas de jugadores fueron modificadas y para esta temporada estaban integradas por seis nacionales mayores y dos extranjeros, cambio que surgió tras una huelga de jugadores que se realizó durante la pretemporada, y que también llevó a modificar la edad para considerar juvenil a un jugador de 20 a 21 años, o llevó a incorporar de manera obligatoria un médico por plantel. Además se instauró el control antidopaje, medida instaurada con cierta polémica por parte de los jugadores, quienes representados por Leonardo Vercesi, presidente de la Asociación de Jugadores, se manifestaron en contra de la rápida implementación de la misma y las sanciones que acarreaban en caso de resultar positivo, junto con la gran cantidad de drogas incluidas.
En lo deportivo fue la última temporada en la que se disputó el repechaje entre el penúltimo de la Liga Nacional y el subcampeón del Torneo Nacional de Ascenso, se rompió la marca de 649 partidos consecutivos que ostentaba Marcelo Milanesio, quien no pudo estar presente en el inicio del torneo, y se dio el segundo partido con menor puntaje, por detrás de uno de los juegos de la final en esta misma temporada, cuando Boca Juniors venció a Pico FC 53 a 48.

## Equipos participantes
| Pos. | Descendido en la LNB 1997-98 |
| ---- | ---------------------------- |
| 16.° | Quilmes                      |

| Pos. | Ascendido del TNA 1997-98 |
| ---- | ------------------------- |
| 1.°  | Libertad                  |

| Región                    | Cantidad |
| ------------------------- | -------- |
| Provincia de Buenos Aires | 5        |
| Capital Federal           | 3        |
| La Pampa                  | 2        |
| Santa Fe                  | 2        |
| Chubut                    | 1        |
| Córdoba                   | 1        |
| La Rioja                  | 1        |
| Río Negro                 | 1        |

| Club                    | Ciudad                     | Entrenador              | Estadio                         | Capacidad |
| ----------------------- | -------------------------- | ----------------------- | ------------------------------- | --------- |
| Andino                  | Ciudad de La Rioja         | Eduardo Amer            | Polideportivo Carlos Saúl Menem | 6000      |
| Atenas                  | Córdoba                    | Rubén Magnano           | Polideportivo Carlos Cerutti    | 3424      |
| Belgrano                | San Nicolás de los Arroyos | Daniel Maffei           | Estadio Fortunato Bonelli       | 2000      |
| Boca Juniors            | Ciudad de Buenos Aires     | Néstor García           | Estadio Luis Conde              | 2000      |
| Deportivo Roca          | General Roca               | Pablo Coleffi           | Ciudad de General Roca          | 3000      |
| Estudiantes             | Bahía Blanca               | Daniel Rodríguez        | Estadio Osvaldo Casanova        | 3950      |
| Estudiantes             | Olavarría                  | Sergio Santos Hernández | Estadio Parque Carlos Guerrero  | 5000      |
| Ferro Carril Oeste      | Ciudad de Buenos Aires     | Enrique Tolcachier      | Estadio Héctor Etchart          | 3000      |
| Gimnasia y Esgrima      | Comodoro Rivadavia         | Fernando Duró           | Estadio Socios Fundadores       | 2276      |
| Independiente           | General Pico               | Carlos Bualó            | Estadio Gigante de la Avenida   | 2000      |
| Libertad                | Sunchales                  | Gonzalo Eugenio García  | El Hogar de los Tigres          | 4000      |
| Obras Sanitarias        | Ciudad de Buenos Aires     | Eduardo Cadillac        | Estadio Obras Sanitarias        | 3000      |
| Olimpia Basketball Club | Venado Tuerto              | Juan Bravo              | Estadio Olimpia                 | 3000      |
| Peñarol                 | Mar del Plata              | Marcelo Plá             | Polideportivo Islas Malvinas    | 8000      |
| Pico Football Club      | General Pico               | Mario Daniel Luciani    | Parque Ángel Larrea             | 2000      |
| Regatas                 | San Nicolás de los Arroyos | Ariel Gustavo Amarillo  | Estadio La Ribera               | 1500      |

Cambios de entrenadores
| Club               | Entrenador saliente | Reemplazado por |
| ------------------ | ------------------- | --------------- |
| Andino SC          | Horacio Seguí       | Eduardo Amer    |
| Independiente (GP) | Flor Meléndez       | Carlos Bualó    |

## Formato
Se jugó una primera fase en donde se enfrentaron todos contra todos, los 16 equipos entre sí, donde se suma un punto por partido jugado y 2 por partido ganado. Finalizada la primera fase se jugó la segunda que consistió en dividir en 2 grupos (A1 y A2) donde se ubicaron a los equipos según la clasificación en la primera fase. 
Los primeros 4 equipos de la A1 se ganaron el pasaje directo a los cuartos de final, mientras que los restantes 4 jugaron un play off reclasificatorio contra los primeros 4 de la A2 para definir los restantes 4 equipos de los cuartos de final. 
Los perdedores de la serie de reclasificación debieron cruzarse con los 4 últimos de la A2. Los ganadores de cada cruce permanecen en la liga y los restantes siguen jugando hasta que queden dos equipos. El perdedor de la final desciende al Torneo Nacional de Ascenso y el perdedor juega un repechaje ante el segundo colocado del TNA.
Las series de play off de la reclasificacion, cuartos de final y semifinal se jugaron al mejor de 5 (gana el primero que llega a las 3 victorias)con el formato 2-2-1. Y la final se jugó al mejor de 7 partidos (gana el primero en lograr 4 victorias) con el formato 2-2-1-1-1. Los perdedores de semifinales se enfrentan para definir el tercer puesto.

## Etapa Regular

### Primera Fase
Fecha 1:   Ferro 79 Independiente 72
           Dep. Roca 98 Obras 68
           Atenas 66 Estudiantes (BB) 67
           Belgrano 69 Olimpia 63
           Peñarol 72 Estudiantes (O) 70
           Pico F.C. 79 Regatas 86
           Andino 73 Gimnasia 77
           Boca 94 Libertad 97

| Equipo | Equipo           | Partidos | Ganados | Perdidos | Puntos |
| ------ | ---------------- | -------- | ------- | -------- | ------ |
| 1      | Atenas           | 30       | 22      | 8        | 52     |
| 2      | Boca Juniors     | 30       | 22      | 8        | 52     |
| 3      | Gimnasia         | 30       | 21      | 9        | 51     |
| 4      | Ferro            | 30       | 21      | 9        | 51     |
| 5      | Pico F.C.        | 30       | 18      | 12       | 48     |
| 6      | Estudiantes (O)  | 30       | 17      | 13       | 47     |
| 7      | Obras1           | 30       | 17      | 13       | 45     |
| 8      | Independiente    | 30       | 15      | 15       | 45     |
| 9      | Estudiantes (BB) | 30       | 14      | 16       | 44     |
| 10     | Belgrano         | 30       | 13      | 17       | 43     |
| 11     | Peñarol          | 30       | 13      | 17       | 43     |
| 12     | Andino           | 30       | 13      | 17       | 43     |
| 13     | Deportivo Roca   | 30       | 11      | 19       | 41     |
| 14     | Libertad         | 30       | 10      | 20       | 40     |
| 15     | Regatas2         | 30       | 8       | 22       | 37     |
| 16     | Olimpia3         | 30       | 5       | 25       | 33     |

Nota: 
- 3. Se le descontó dos puntos por agresión a árbitros en fecha 19.

|  |                       |
|  | Clasificados a la A1. |
|  | Clasificados a la A2. |

### Segunda fase
| Zona A1 | Zona A1            | A    | PJ | PG | PP | Pts  |
| ------- | ------------------ | ---- | -- | -- | -- | ---- |
| 1.°     | Atenas             | 26.0 | 14 | 9  | 5  | 49.0 |
| 2.°     | Boca Juniors       | 26.0 | 14 | 8  | 6  | 48.0 |
| 3.°     | Gimnasia (CR)      | 25.5 | 14 | 8  | 6  | 47.5 |
| 4.°     | Ferro (BA)         | 25.5 | 14 | 8  | 6  | 47.5 |
| 5.°     | Pico FC            | 24.0 | 14 | 8  | 6  | 46.0 |
| 6.°     | Independiente (GP) | 22.5 | 14 | 6  | 8  | 41.5 |
| 7.°     | Obras Sanitarias   | 22.5 | 14 | 5  | 9  | 41.5 |
| 8.°     | Estudiantes (O)    | 23.5 | 14 | 4  | 10 | 41.5 |

| Zona A2 | Zona A2          | A    | PJ | PG | PP | Pts  |
| ------- | ---------------- | ---- | -- | -- | -- | ---- |
| 9.º     | Andino SC        | 21.5 | 14 | 9  | 5  | 44.5 |
| 10.º    | Belgrano (SN)    | 21.5 | 14 | 7  | 7  | 42.5 |
| 11.º    | Estudiantes (BB) | 22.0 | 14 | 6  | 8  | 42.0 |
| 12.º    | Deportivo Roca   | 20.5 | 14 | 7  | 7  | 41.5 |
| 13.º    | Peñarol          | 21.5 | 14 | 6  | 8  | 41.5 |
| 14.º    | Libertad         | 20.0 | 14 | 7  | 7  | 41.0 |
| 15.º    | Olimpia          | 16.5 | 14 | 9  | 5  | 39.5 |
| 16.º    | Regatas (SN)     | 18.5 | 14 | 5  | 9  | 37.5 |

|  |                                               |
|  | Clasificados directamente a cuartos de final. |
|  | Clasificados a la serie reclasificatoria.     |
|  | Participan en la serie por la permanencia.    |

## Play Offs

### Reclasificación
|  | Llave 1 |                |   |  |
|  |         |                |   |  |
|  | 5.°     | Pico FC        | 3 |  |
|  | 5.°     | Pico FC        | 3 |  |
|  | 12.°    | Deportivo Roca | 2 |  |
|  | 12.°    | Deportivo Roca | 2 |  |

|  | Llave 2 |                    |   |  |
|  |         |                    |   |  |
|  | 6.°     | Independiente (GP) | 3 |  |
|  | 6.°     | Independiente (GP) | 3 |  |
|  | 11.°    | Estudiantes (BB)   | 0 |  |
|  | 11.°    | Estudiantes (BB)   | 0 |  |

|  | Llave 3 |                  |   |  |
|  |         |                  |   |  |
|  | 7.°     | Obras Sanitarias | 3 |  |
|  | 7.°     | Obras Sanitarias | 3 |  |
|  | 10.°    | Belgrano (SN)    | 0 |  |
|  | 10.°    | Belgrano (SN)    | 0 |  |

|  | Llave 4 |                 |   |  |
|  |         |                 |   |  |
|  | 8.°     | Estudiantes (O) | 3 |  |
|  | 8.°     | Estudiantes (O) | 3 |  |
|  | 9.°     | Andino SC       | 1 |  |
|  | 9.°     | Andino SC       | 1 |  |

### Permanencia
|  | Cuartos de final | Cuartos de final    | Cuartos de final |              |      | Semifinales    | Semifinales | Semifinales |  |      | Final          | Final | Final |  |
|  |                  |                     |                  |              |      |                |             |             |  |      |                |       |       |  |
|  |                  |                     |                  |              |      |                |             |             |  |      |                |       |       |  |
|  | 9.°              | Andino SC           | 3                |              |      |                |             |             |  |      |                |       |       |  |
|  | 9.°              | Andino SC           | 3                |              |      |                |             |             |  |      |                |       |       |  |
|  | 16.°             | Regatas San Nicolás | 1                |              |      |                |             |             |  |      |                |       |       |  |
|  | 16.°             | Regatas San Nicolás | 1                |              | 12.° | Deportivo Roca | 1           |             |  |      |                |       |       |  |
|  |                  |                     |                  |              | 12.° | Deportivo Roca | 1           |             |  |      |                |       |       |  |
|  |                  |                     | 16.°             | Regatas (SN) | 3    |                |             |             |  |      |                |       |       |  |
|  | 12.°             | Deportivo Roca      | 16.°             | Regatas (SN) | 3    | 1              |             |             |  |      |                |       |       |  |
|  | 12.°             | Deportivo Roca      |                  |              |      |                |             |             |  |      |                |       |       |  |
|  | 13.°             | Peñarol             | 3                |              |      |                |             |             |  |      |                |       |       |  |
|  | 13.°             | Peñarol             | 3                |              |      |                |             |             |  | 12.° | Deportivo Roca | 1     |       |  |
|  |                  |                     |                  |              |      |                |             |             |  | 12.° | Deportivo Roca | 1     |       |  |
|  |                  |                     | 15.°             | Olimpia (VT) | 3    |                |             |             |  |      |                |       |       |  |
|  | 11.°             | Estudiantes (BB)    | 15.°             | Olimpia (VT) | 3    | 3              |             |             |  |      |                |       |       |  |
|  | 11.°             | Estudiantes (BB)    |                  |              |      |                |             |             |  |      |                |       |       |  |
|  | 14.°             | Libertad            | 1                |              |      |                |             |             |  |      |                |       |       |  |
|  | 14.°             | Libertad            | 1                |              | 14.° | Libertad       | 3           |             |  |      |                |       |       |  |
|  |                  |                     |                  |              | 14.° | Libertad       | 3           |             |  |      |                |       |       |  |
|  |                  |                     | 15.°             | Olimpia      | 1    |                |             |             |  |      |                |       |       |  |
|  | 10.°             | Belgrano (SN)       | 15.°             | Olimpia      | 1    | 3              |             |             |  |      |                |       |       |  |
|  | 10.°             | Belgrano (SN)       |                  |              |      |                |             |             |  |      |                |       |       |  |
|  | 15.°             | Olimpia (VT)        | 2                |              |      |                |             |             |  |      |                |       |       |  |
|  | 15.°             | Olimpia (VT)        | 2                |              |      |                |             |             |  |      |                |       |       |  |
|  |                  |                     |                  |              |      |                |             |             |  |      |                |       |       |  |

El resultado que figura en cada serie es la suma de los partidos ganados por cada equipo.
El equipo que figura primero en cada llave es el que obtuvo la ventaja de localía.
- Deportivo Roca desciende al Torneo Nacional de Ascenso.

#### Repechaje
Olimpia (Venado Tuerto) - Central Entrerriano
| 27 de mayo   | Olimpia (VT) | 76–73 | Central Entrerriano | Venado Tuerto                |  |  |
|              |              |       |                     |                              |  |  |
|              |              |       |                     | Pabellón: Estadio de Olimpia |  |  |
| Serie: 1 - 0 |              |       |                     |                              |  |  |
|              |              |       |                     |                              |  |  |

| 29 de mayo   | Olimpia (VT) | 72–70   | Central Entrerriano | Venado Tuerto                |  |  |
|              |              |         |                     |                              |  |  |
|              |              | Reporte |                     | Pabellón: Estadio de Olimpia |  |  |
| Serie: 2 - 0 |              |         |                     |                              |  |  |
|              |              |         |                     |                              |  |  |

| 31 de mayo   | Central Entrerriano | 79–62   | Olimpia (VT) | Gualeguaychú                         |  |  |
|              |                     |         |              |                                      |  |  |
|              |                     | Reporte |              | Pabellón: Estadio José María Bértora |  |  |
| Serie: 1 - 2 |                     |         |              |                                      |  |  |
|              |                     |         |              |                                      |  |  |

| 2 de junio   | Central Entrerriano | 76–61 | Olimpia (VT) | Gualeguaychú                         |  |  |
|              |                     |       |              |                                      |  |  |
|              |                     |       |              | Pabellón: Estadio José María Bértora |  |  |
| Serie: 2 - 2 |                     |       |              |                                      |  |  |
|              |                     |       |              |                                      |  |  |

| 4 de junio   | Olimpia (VT) | 58–55   | Central Entrerriano | Venado Tuerto                |  |  |
|              |              |         |                     |                              |  |  |
|              |              | Reporte |                     | Pabellón: Estadio de Olimpia |  |  |
| Serie: 3 - 2 |              |         |                     |                              |  |  |
|              |              |         |                     |                              |  |  |

### Campeonato
|  | Cuartos de final | Cuartos de final   | Cuartos de final |                    |     | Semifinales        | Semifinales | Semifinales |     |               | Final         | Final            | Final |  |
|  |                  |                    |                  |                    |     |                    |             |             |     |               |               |                  |       |  |
|  |                  |                    |                  |                    |     |                    |             |             |     |               |               |                  |       |  |
|  | 1.°              | Atenas             | 3                |                    |     |                    |             |             |     |               |               |                  |       |  |
|  | 1.°              | Atenas             | 3                |                    |     |                    |             |             |     |               |               |                  |       |  |
|  | 8.°              | Estudiantes (O)    | 1                |                    |     |                    |             |             |     |               |               |                  |       |  |
|  | 8.°              | Estudiantes (O)    | 1                |                    | 1.° | Atenas             | 3           |             |     |               |               |                  |       |  |
|  |                  |                    |                  |                    | 1.° | Atenas             | 3           |             |     |               |               |                  |       |  |
|  |                  |                    | 5.°              | Pico FC            | 0   |                    |             |             |     |               |               |                  |       |  |
|  | 4.°              | Ferro (BA)         | 5.°              | Pico FC            | 0   | 0                  |             |             |     |               |               |                  |       |  |
|  | 4.°              | Ferro (BA)         |                  |                    |     |                    |             |             |     |               |               |                  |       |  |
|  | 5.°              | Pico FC            | 3                |                    |     |                    |             |             |     |               |               |                  |       |  |
|  | 5.°              | Pico FC            | 3                |                    |     |                    |             |             |     | 1.°           | Atenas        | 4                |       |  |
|  |                  |                    |                  |                    |     |                    |             |             |     | 1.°           | Atenas        | 4                |       |  |
|  |                  |                    | 6.°              | Independiente (GP) | 3   |                    |             |             |     |               |               |                  |       |  |
|  | 2.°              | Boca Juniors       | 6.°              | Independiente (GP) | 3   | 2                  |             |             |     |               |               |                  |       |  |
|  | 2.°              | Boca Juniors       |                  |                    |     |                    |             |             |     |               |               |                  |       |  |
|  | 7.°              | Obras Sanitarias   | 3                |                    |     |                    |             |             |     |               |               |                  |       |  |
|  | 7.°              | Obras Sanitarias   | 3                |                    | 6.° | Independiente (GP) | 3           |             |     | Tercer puesto | Tercer puesto | Tercer puesto    |       |  |
|  |                  |                    |                  |                    | 6.° | Independiente (GP) | 3           |             |     | Tercer puesto | Tercer puesto | Tercer puesto    |       |  |
|  |                  |                    | 7.°              | Obras Sanitarias   | 0   |                    |             |             |     |               |               |                  |       |  |
|  | 3.°              | Gimnasia (CR)      | 7.°              | Obras Sanitarias   | 0   | 2                  |             |             | 5.° | Pico FC       | 3             |                  |       |  |
|  | 3.°              | Gimnasia (CR)      |                  |                    |     |                    |             |             | 5.° | Pico FC       | 3             |                  |       |  |
|  | 6.°              | Independiente (GP) | 3                |                    |     |                    |             |             |     |               | 7.°           | Obras Sanitarias | 2     |  |
|  | 6.°              | Independiente (GP) | 3                |                    |     |                    |             |             |     |               | 7.°           | Obras Sanitarias | 2     |  |
|  |                  |                    |                  |                    |     |                    |             |             |     |               |               |                  |       |  |

El resultado que figura en cada serie es la suma de los partidos ganados por cada equipo.
El equipo que figura primero en cada llave es el que obtuvo la ventaja de localía.

#### Tercer puesto
Pico FC - Obras Sanitarias
| 20 de mayo   | Pico FC | 80–72   | Obras Sanitarias | General Pico                 |  |  |
|              |         |         |                  |                              |  |  |
|              |         | Reporte |                  | Pabellón: Estadio de Pico FC |  |  |
| Serie: 1 - 0 |         |         |                  |                              |  |  |
|              |         |         |                  |                              |  |  |

| 22 de mayo   | Pico FC | 81–68   | Obras Sanitarias | General Pico                 |  |  |
|              |         |         |                  |                              |  |  |
|              |         | Reporte |                  | Pabellón: Estadio de Pico FC |  |  |
| Serie: 2 - 0 |         |         |                  |                              |  |  |
|              |         |         |                  |                              |  |  |

| 25 de mayo   | Obras Sanitarias | 68–66   | Pico FC | Buenos Aires                       |  |  |
|              |                  |         |         |                                    |  |  |
|              |                  | Reporte |         | Pabellón: Estadio Obras Sanitarias |  |  |
| Serie: 1 - 2 |                  |         |         |                                    |  |  |
|              |                  |         |         |                                    |  |  |

| 27 de mayo   | Obras Sanitarias | 91–66   | Pico FC | Buenos Aires                       |  |  |
|              |                  |         |         |                                    |  |  |
|              |                  | Reporte |         | Pabellón: Estadio Obras Sanitarias |  |  |
| Serie: 2 - 2 |                  |         |         |                                    |  |  |
|              |                  |         |         |                                    |  |  |

| 29 de mayo   | Pico FC | 106–85  | Obras Sanitarias | General Pico                 |  |  |
|              |         |         |                  |                              |  |  |
|              |         | Reporte |                  | Pabellón: Estadio de Pico FC |  |  |
| Serie: 3 - 2 |         |         |                  |                              |  |  |
|              |         |         |                  |                              |  |  |

#### Final
Atenas - Independiente (General Pico)
| 18 de mayo  | Atenas | 65–67   | Independiente (GP) | Córdoba                                |  |  |
|             |        |         |                    |                                        |  |  |
|             |        | Reporte |                    | Pabellón: Polideportivo Carlos Cerutti |  |  |
| serie 0 - 1 |        |         |                    |                                        |  |  |
|             |        |         |                    |                                        |  |  |

| 20 de mayo  | Atenas                       | 72–67       | Independiente (GP)             | Córdoba                                                                                                |  |  |
|             |                              |             |                                | |  |  |
|             | Estadísticas Diego Osella 18 | Reporte Pts | Estadísticas 14 Andrés Nocioni | Pabellón: Polideportivo Carlos Cerutti Árbitros: Daniel Rodrigo, Eduardo Alagastino y Alejandro Chiti. |  |  |
| serie 1 - 1 |                              |             |                                | |  |  |
|             |                              |             |                                | |  |  |

| 23 de mayo  | Independiente (GP)                   | 71–79       | Atenas                                        | General Pico                            |  |  |
|             |                                      |             |                                               |                                         |  |  |
|             | Estadísticas Leopoldo Ruiz Moreno 19 | Reporte Pts | Estadísticas 18 Diego Osella y Steven Edwards | Pabellón: Estadio Gigante de la Avenida |  |  |
| serie 1 - 2 |                                      |             |                                               |                                         |  |  |
|             |                                      |             |                                               |                                         |  |  |

| 25 de mayo  | Independiente (GP)               | 47–52       | Atenas                       | General Pico                            |  |  |
|             |                                  |             |                              |                                         |  |  |
|             | Estadísticas Facundo Sucatzky 12 | Reporte Pts | Estadísticas 21 Diego Osella | Pabellón: Estadio Gigante de la Avenida |  |  |
| serie 1 - 3 |                                  |             |                              |                                         |  |  |
|             |                                  |             |                              |                                         |  |  |

| 27 de mayo  | Atenas                         | 74–77       | Independiente (GP)             | Córdoba                                                                                         |  |  |
|             |                                |             |                                |                                                                                                 |  |  |
|             | Estadísticas Andrés Nocioni 25 | Reporte Pts | Estadísticas 28 Héctor Campana | Pabellón: Polideportivo Carlos Cerutti Árbitros: Raúl Chávez, Darío Rodríguez y Daniel Rodrigo. |  |  |
| serie 2 - 3 |                                |             |                                |                                                                                                 |  |  |
|             |                                |             |                                |                                                                                                 |  |  |

| 30 de mayo  | Independiente (GP)                   | 89–68       | Atenas                         | General Pico                                                                                     |  |  |
|             |                                      |             |                                |                                                                                                  |  |  |
|             | Estadísticas Leopoldo Ruiz Moreno 22 | Reporte Pts | Estadísticas 14 Héctor Campana | Pabellón: Estadio Gigante de la Avenida Árbitros: Eduardo Bellón, Eduardo D´Atri y Pablo Estévez |  |  |
| serie 3 - 3 |                                      |             |                                |                                                                                                  |  |  |
|             |                                      |             |                                |                                                                                                  |  |  |

| 1 de junio  | Atenas                         | 70–58       | Independiente (GP)             | Córdoba                                                                                          |  |  |
|             |                                |             |                                |                                                                                                  |  |  |
|             | Estadísticas Héctor Campana 14 | Reporte Pts | Estadísticas 14 Andrés Nocioni | Pabellón: Polideportivo Carlos Cerutti Árbitros: Raúl Cháves, Alejandro Chiti y Darío Rodríguez. |  |  |
| serie 4 - 3 |                                |             |                                |                                                                                                  |  |  |
|             |                                |             |                                |                                                                                                  |  |  |

## Equipo campeón
Referencia: Básquet Plus.
- Héctor Campana
- Bruno Lábaque
- Marcelo Milanesio
- Diego Osella
- Leonardo Gutiérrez
- Steve Edwards
- Leandro Palladino
- Patricio Briones
- Patricio Prato
- Ignacio Ochoa
- Juan Marcos Casini
- Gustavo Mascaró
- Diego Comamala
- Benoit Benjamin (baja)
- Stacey King (baja)
- Anthony Farmer (baja)

Entrenador: Rubén Magnano.

## Premios
| - MVP de la Temporada de la LNB - Héctor Campana, Atenas - MVP de las Finales de la LNB - Diego Osella, Atenas - Revelación/debutante - Walter Herrmann, Olimpia - Jugador de Mayor Progreso - Pablo Prigioni, Obras | - Mejor Sexto Hombre - Andrés Nocioni, Independiente - Leandro Palladino, Atenas - Mejor Entrenador - Enrique Tolcachier, Ferro Carril Oeste - Mejor Extranjero - Corey Allen, Pico Football Club |

## Estadísticas
Líderes
- Puntos:  John Eubanks - Estudiantes (Olavarría) (1060	en 31 partidos: 25,9)
- Asistencias:  Facundo Sucatzky - Independiente de General Pico (297 en 64 partidos: 4.6)
- Rebotes:  Mike Ravizze - Regatas San Nicolás (296 en 25 partidos: 11.8)
- Robos:  Pablo Prigioni - Obras Sanitarias (163 en 59 partidos: 2.8)
- Triples:  Eduardo Dominé - Obras Sanitarias (133 en 57 partidos: 2.3)
- Tapas:  Stephen Rich - Ferro Carril Oeste (67 en 47 partidos: 1.4)

## Posiciones finales
| Equipo | Equipo                                  | PJ | PG | PP | Pts |
| ------ | --------------------------------------- | -- | -- | -- | --- |
| 1.°    | Atenas (C)                              | 58 | 41 | 17 | 99  |
| 2.°    | Independiente (General Pico)            | 64 | 33 | 31 | 97  |
| 3.°    | Pico FC                                 | 60 | 35 | 25 | 95  |
| 4.°    | Obras Sanitarias1                       | 60 | 30 | 30 | 88  |
| 5.°    | Boca Juniors                            | 49 | 32 | 17 | 81  |
| 6.°    | Gimnasia y Esgrima (Comodoro Rivadavia) | 49 | 31 | 18 | 80  |
| 7.°    | Ferro (Buenos Aires)                    | 47 | 29 | 18 | 76  |
| 8.°    | Estudiantes (Olavarría)                 | 52 | 25 | 27 | 77  |
| 9.°    | Andino SC                               | 52 | 26 | 26 | 78  |
| 10.°   | Belgrano (San Nicolás)                  | 52 | 23 | 29 | 75  |
| 11.°   | Estudiantes (Bahía Blanca)              | 53 | 25 | 28 | 78  |
| 12.°   | Peñarol                                 | 48 | 22 | 26 | 70  |
| 13.º   | Libertad                                | 52 | 21 | 31 | 73  |
| 14.°   | Regatas San Nicolás2                    | 52 | 17 | 35 | 68  |
| 15.°   | Olimpia (Venado Tuerto)1                | 57 | 20 | 37 | 75  |
| 16.°   | Deportivo Roca                          | 61 | 23 | 38 | 84  |

| (C) | En negritas y denotado el equipo campeón |
|     | Clasificados a torneos internacionales.  |
|     | Desciende al Torneo Nacional de Ascenso. |

1: Sufrió el descuento de dos (2) puntos por resolución del tribunal de disciplinas.
2: Sufrió el descuento de un (1) punto por resolución del tribunal de disciplinas.